# UNI Global Union
UNI Global Union (wcześniej: Union Network International) – federacja związków zawodowych sektora usług i umiejętności. Stowarzysza 900 związków zawodowych ze 150 krajów. Siedziba federacji mieści się w szwajcarskim Nyon.

## Charakterystyka
Jest inicjatorem debat i powstawania rozwiązań legislacyjnych z obszaru praw pracowniczych. W ostatnich latach m.in. dotyczących zagrozenia systemową inwigilacją w obliczu dynamicznego rozwoju technologii kontroli – co wykazano na przykładzie organizowania magazynów Amazona w wielu krajach. Organizacja uczestniczyła również w wypracowaniu i skodyfikowaniu standardów pracy i procedur bezpieczeństwa w Azji, oraz skutecznie lobbowała za formalnym zobowiązaniem się do monitorowania ich, przez dwustu największych producentów odzieży na świecie, po katastrofie budowlanej w fabryce w Szabharze w 2013 roku.

## Reprezentowane branże
UNI reprezentuje pracowników kilkunastu sektorów gospodarki: 
- handlu;
- finansów;
- telekomunikacji;
- opieki i pielęgnacji osób;
- poczty i logistyki;
- informacji, komunikacji, technologii usług telekomunikacyjnych;
- usług graficznych;
- obsługi nieruchomości (pracownicy sprzątający i ochrony);
- mediów, rozrywki, sztuki i sportu;
- pracowników przedsiębiorstw energetycznych;
- turystyki;
- usług kosmetycznych (ang. Hair and beauty);
- hazardu;
- pracowników zatrudnianych przez agencje pracy tymczasowej;
- stażystów i pracowników z krótkim stażem zawodowym (ang. UNI Youth)[2].

## Oddziały
- UNI Africa – biuro w Abidjan i w Johannesburgu;
- UNI Americas – biuro w Montevideo;
- UNI Asia – biuro w Singapurze;
- UNI Europa – biuro w Brukseli[2].